# Garden (Say It like Dat)
"Garden (Say It like Dat)" é uma canção gravada pela cantora estadunidense SZA, presente em seu álbum de estreia Ctrl (2017). Composta pela própria artista em conjunto com Daniel Tannenbaum e Craig Balmoris, e produzida por Bēkon. A faixa foi lançada em 19 de junho de 2018 como o quinto e último single de divulgação do álbum nas rádios urbanas, através das gravadoras Top Dawg Entertainment e RCA Records.

## Vídeo musical
O vídeo musical foi lançado em 20 de maio de 2018 e dirigido por Karen Evans.
O vídeo mostra SZA cantando diante de várias paisagens com uma atmosfera "sonhadora". Ele apresenta cenas em uma selva onde os links com seu amante retratados por Childish Gambino após sua aparição no vídeo "This Is America". O vídeo também apresenta uma participação especial da mãe de SZA, Audrey Rowe, que também pode ser ouvida em faixas do álbum Ctrl em várias discussões.

## Performances ao vivo
A canção foi incluída no repertório da turnê Ctrl the Tour.

## Histórico de lançamento
| Região         | Data de lançamento | Formato                    | Gravadora    |
| -------------- | ------------------ | -------------------------- | ------------ |
| Estados Unidos | 8 de junho de 2018 | Download digital streaming | Top Dawg RCA |